# Елеанор Ратбон
Елеонора Флоренція Ратбон (англ. Eleanor Rathbone; 12 травня 1872 — 2 січня 1946) — незалежна депутатка Парламенту Сполученого Королівства, яка багаторічно виступала за соціальну допомогу сім'ям та права жінок. Походила з відомого сімейства Ратбон з Ліверпуля.

## Життєпис
Ратбон була дочкою соціального реформатора Вільяма Ратбона VI та його другої дружини Емілі Ечесон Лайл. Вона провела свої ранні роки в Ліверпулі. Ще з дитинства її сім'я спонукала її зосередитись на соціальних питаннях; сімейним девізом було «Що треба зробити, те можна зробити».  Ратбон вирушила до Kensington High School (тепер Kensington Prep School), Лондон; а пізніше пішла до коледжу Сомервілл, Оксфорд у супротив своїй матері.
Після Оксфорду Ратбон працювала разом із батьком, досліджуючи соціальні умови та умови праці в Ліверпулі, поки він не помер у 1902 р. Вони також виступали проти Другої бурської війни. У 1903 р. Ратбон опублікувала свій Звіт про результати Спеціального розслідування умов праці в Ліверпулі. У 1905 році Елеанор допомогла створити Школу суспільних наук при Ліверпульському університеті, де вона читала лекції з державного управління. Через це лекційний театр та кафедра соціології досі визнається будівлею Елеонори Ратбон.
У 1897 році Ратбон стала Почесною секретаркою Виконавчого комітету Ліверпульського жіночого виборчого товариства, в якому вона зосередилась на агітації за те, щоб жінки отримали право голосу.
У 1913 році разом з Нессі Стюарт-Браун вона стала співзасновницею Ліверпульської асоціації жінок-громадян, яка сприяла їхньому залученню до політики.
Починаючи з 1918 р., Ратбон оскаржувала систему сімейних надбавок, що виплачувалися безпосередньо матерям. Вона також виступала проти жорстоких репресій в часи заколотів в Ірландії. Вона сприяла переговорам щодо умов включення жінок до Закону про представлення народів 1918 року.
У 1919 р. Ратбон перейшла на посаду голови Національного союзу товариств за рівноправне громадянство (перейменованого в Національний союз товариств виборчих прав жінок). Вона також проводила агітацію за права жінок в Індії.
Ратбон виступала в Парламенті як феміністка, заявивши, що "я стою як жінка, не тому, що я вважаю, що між інтересами чоловіків і жінок є антагонізм, а тому, що я вважаю, що в Палаті громад є потреба в більшій кількості жінок, які можуть представляти безпосередньо особливий досвід і точку зору жіночого населення". 
У 1929 р. Ратбон вступила до парламенту як незалежний депутат з "об'єднаних англійських університетів". Один з її перших виступів був про те, що в Кенії, тоді британській колонії, називають каліцтвом жіночу стать. Під час Великої депресії вона проводила агітацію за дешеве молоко та кращі умови для дітей безробітних.
Ратбон зрозуміла поведінку нацистської Німеччини і в 1930-х роках приєдналася до Британської несектантської антинацистської ради для підтримки прав людини. У 1936 році вона попереджала про нацистську загрозу Чехословаччині. 
У 1936 році Ратбон була однією із кількох людей, які підтримали Британський тимчасовий комітет оборони Лева Троцького та підписали листа до Манчестерського опікуна, захищаючи право Л. Троцького на притулок та закликаючи до міжнародного розслідування московських судових процесів. 
30 вересня 1938 р. Ратбон осуджувала щойно оприлюднену Мюнхенську угоду. Вона чинила тиск на парламент, щоб допомогти чехословакам та дозволити в'їзд для німців-дисидентів, австрійців та євреїв. Наприкінці 1938 року вона створила Парламентський комітет з питань біженців, який займався окремими справами Іспанії, Чехословаччини та Німеччини. Під час Другої світової війни вона регулярно висловлювала докір Осберту Піку, заступнику Міністра внутрішніх справ, а в 1942 р. чинила тиск на уряд, щоб оприлюднити докази Голокосту.
Наприкінці Першої світової війни Ратбон та Елізабет Макадам разом придбали будинок у Лондоні. Дві подруги жили разом до раптової смерті Елеонор в січні 1946 року.
Її правнучка, Дженні Ретбон, була радником з питань праці в Іслінгтоні, а згодом — кандидатом у парламент від Лейбористської партії в Південному Уельсі в окрузі Центрального Кардіффу на Загальних виборах 2010 року. Її було обрано до Національної Асамблеї Уельсу у 2011 році.